# Chalander

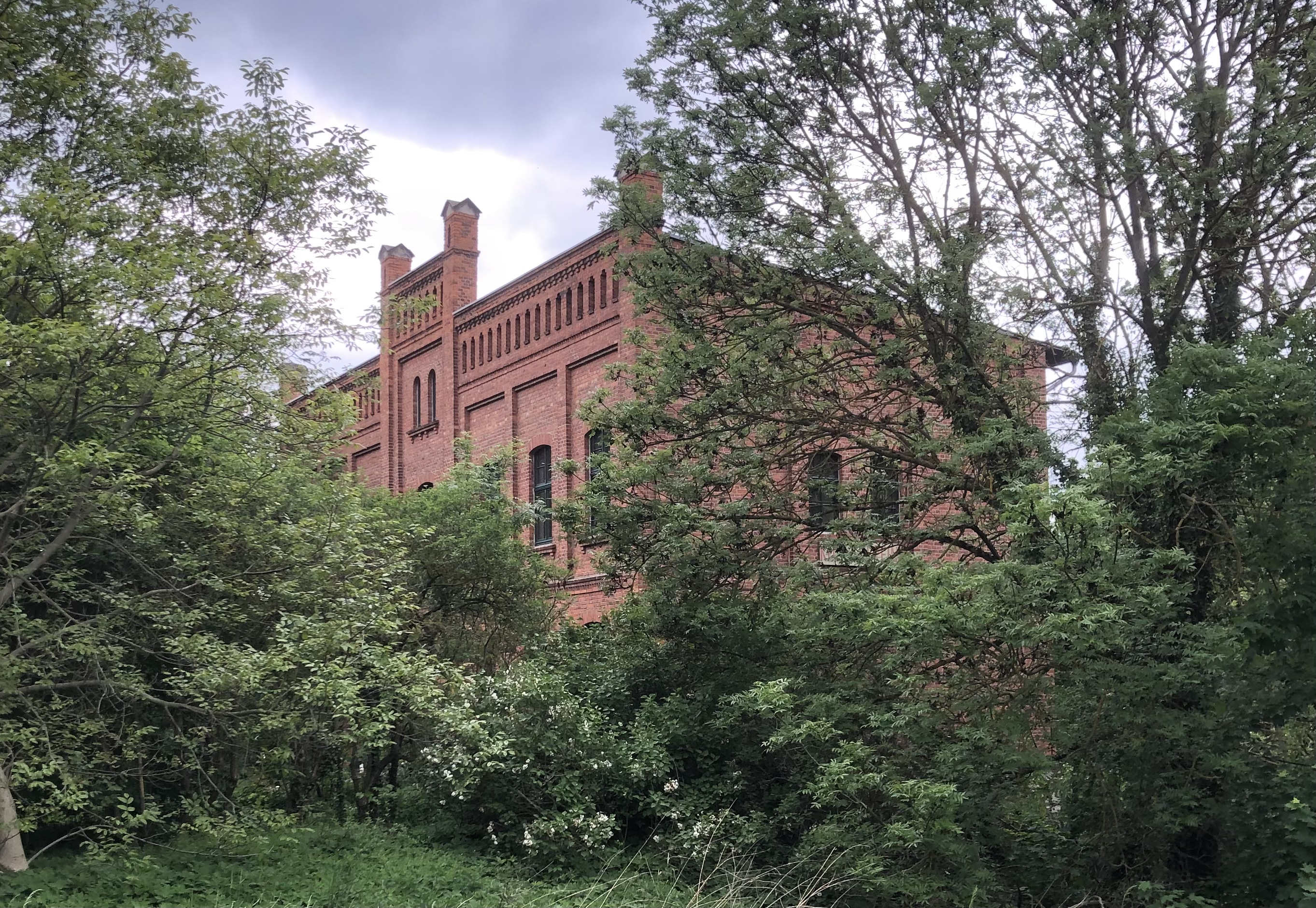
Chalander im Jahr 2022

Das Chalander, auch Schalander, ist ein denkmalgeschütztes Brauereigebäude im zur Gemeinde Huy in Sachsen-Anhalt gehörenden Ortsteil Röderhof. Aktuell ist es Sitz des Kunstvereins Röderhof e.V. und dient kulturellen Zwecken.

## Lage
Das Gebäude befindet sich im östlichen Teil von Röderhof auf der Nordseite der Straße Gutshof an der Adresse Gutshof 50.

## Architektur und Geschichte
Der Backsteinbau entstand im Jahr 1899 im Stil der für die Bauzeit typischen Industriearchitektur. Er diente als Schalander der Klosterbrauerei Röderhof zur Unterbringung unverheirateter Brauburschen. Die Errichtung des Hauses erfolgte im Auftrag des Braumeisters Richard Groh. Die Fassade des Gebäudes ist siebenachsig ausgeführt. Die mittlere Achse, in der sich auch der Eingang befindet, ist in Form eines flachen Mittelrisaliten betont und etwas erhöht.
Nachdem die Aktien der Klosterbrauerei von Konkurrenten übernommen worden waren, wurde die Brauerei 1919 geschlossen. Die Brauereigebäude wurden kurzfristig abgerissen, um eine Wiederaufnahme der Produktion dauerhaft auszuschließen. Der Chalander blieb jedoch erhalten, da er für Wohnzwecke nutzbar war.
Im Jahr 1995 übernahm der Kunstverein Röderhof e.V. das Gebäude, der zuvor im Schloss Röderhof ansässig war, dort jedoch wegen einer Rückübertragung des Schlosses an Alteigentümer ausziehen musste. Der Kunstverein richtete im oberen Kellergewölbe das Künstler-Museum Geologische Meditation von Carl Vetter und im unteren Kellergewölbe das Künstler-Museum Obstbaukultur von Sabrina Hohmann ein. Neben Ausstellungsräumen befinden sich im Haus zwei Wohn- und Arbeitsateliers, eine Druckerei und Vereinsräumlichkeiten.
Im örtlichen Denkmalverzeichnis ist die Brauerei unter der Erfassungsnummer 094 50117 als Baudenkmal verzeichnet.